# Марианская гора
Марианская гора (словац. Mariánska hora) — гора на территории Спиша в восточной Словакии. Расположена в южной части горного массива над городом Левоча.
Высота горы — 761 м.
Марианская гора является объектом ежегодного паломничества. История этого священного места связана с периодом татарского вторжения в Словакию (1241—1242). С тех пор на Горе были построены, а позже прекратили своё существование, многие костёлы. Современному неоготическому храму 1922 года папа римский Иоанн Павел II в 1984 году присвоил ранг «Basilica Minor». Именно её он посетил в качестве паломника во время своего второго апостольского путешествия в Словакию 3 июля 1995 года. Здесь его приветствовало 650 тысяч верующих.
В 1858 году была открыта молельня для верующих византийского обряда. 1947 год был годом крестовых шествий, во время которых паломники в знак благодарности Богу за прекращение Второй мировой войны вынесли на Марианскую гору кресты. До сегодняшнего дня сохранился только один крест, размещённый около молельни над источником с надписью «Магура в знак покаяния». Левочская крестная дорога каждый год привлекает множество паломников. Паломничество связано с праздником Пришествия Девы Марии 2 июля, который символизирует статуя Девы Марии с Иисусом на руках, размещенная в главном алтаре.

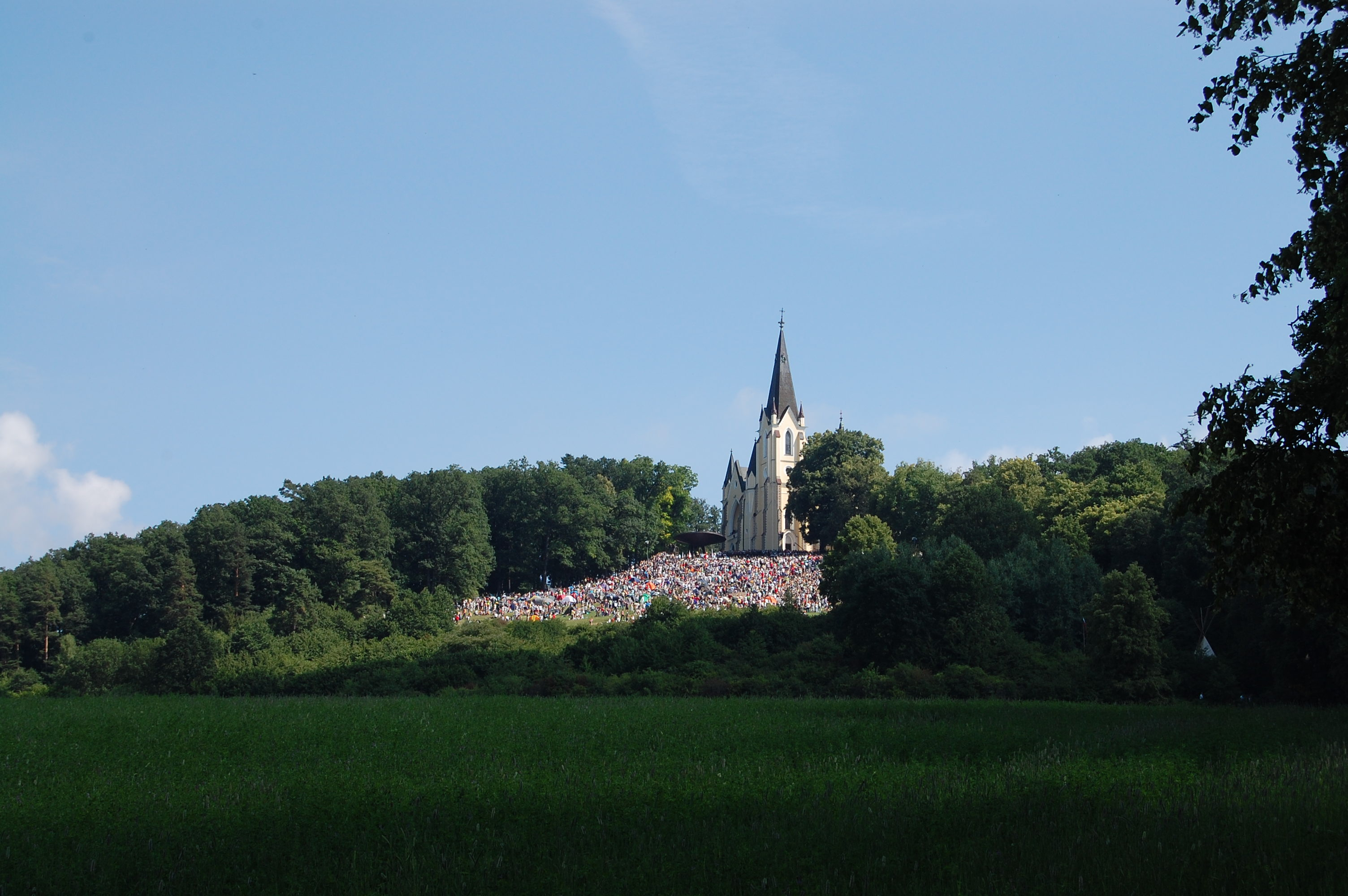
Базилика на вершине Марианской горы во время паломничества

Левоча и Марианская гора являются одними из наиболее известных мест паломничества Словакии, которые в 2005 году были включены в списки Европейского объединения Марианских мест паломничества.